# 高知学園大学
高知学園大学（こうちがくえんだいがく、英語: Kochi gakuen university）は、高知県高知市に本部を置く私立大学である。

## 沿革

### 年表
- 2019年（令和元年） - 11月 文部科学省より認可。
- 2020年（令和2年） - 4月 開校。

## 教育および研究

### 組織

#### 学部
- 健康科学部
  - 管理栄養学科
  - 臨床検査学科

## アクセス
- JR土讃線「旭駅」より約700ｍ[1]